# 孤山水库
孤山水库是中国山西省忻州市繁峙县境内的一座水库，位于滹沱河上，建于1973年。水库正常库容为290万立方米，集雨面积为108平方千米，海拔为1712.6米。